# どぶ板通り

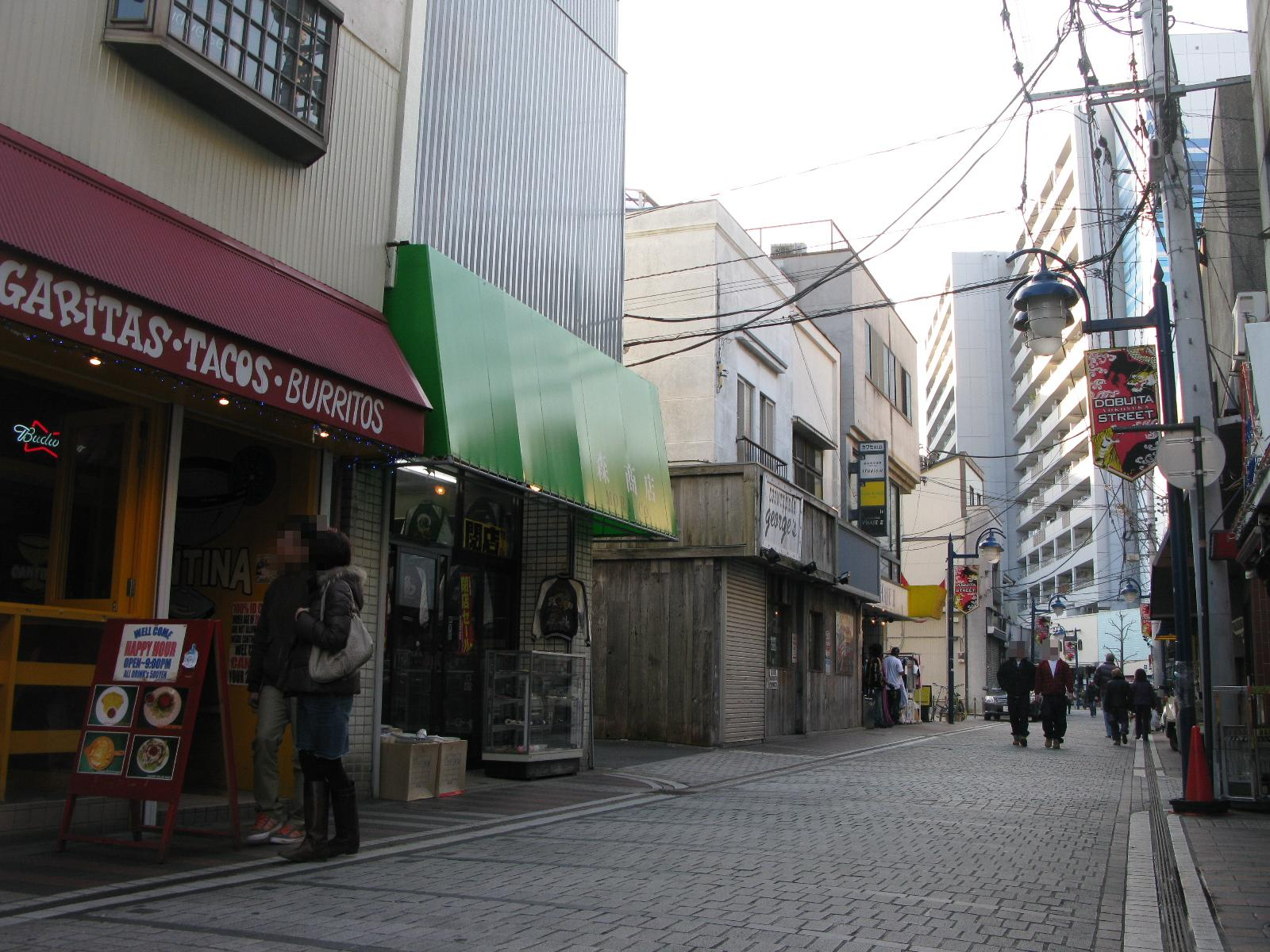
大滝町側から汐入駅方面入口を見る（2008年撮影）

どぶ板通り（どぶいたどおり）は、神奈川県横須賀市中心部にある全長300メートルほどの通り・商店街である。スカジャンの発祥地として有名。アメリカと日本の文化が融合した独特の雰囲気を持つ商店街で、市内の代表的な観光地のひとつ。
第二次大戦前、この通りには道の中央にどぶ川が流れていたが、人や車の通行の邪魔になるため海軍工廠より厚い鉄板を提供してもらい、どぶ川に蓋をしたことから「どぶ板通り」と呼ばれるようになった。その後どぶ川・鉄板ともに撤去された。

## 概要
横須賀市本町1丁目・2丁目・3丁目付近の国道16号と平行して並ぶ道路一帯を「どぶ板通り」と呼ぶ。この一帯は150軒ほどの商店・飲食店があり、通称「どぶ板通り商店街」と呼ばれているが、正式には「本町商店会」という名称である。
第二次大戦前には大日本帝国海軍横須賀鎮守府の門前町として栄え、第二次大戦後は進駐軍・在日アメリカ軍横須賀海軍施設の兵隊向けにスーベニアショップ（土産物店）、肖像画店、バーや飲食店、テーラーショップなどが栄えた。海軍カレーやヨコスカネイビーバーガー（ご当地バーガー）などの店も立ち並ぶ。戦後はダーティーな歓楽街であった。当時は娼婦（パンパン）が街中で米兵を誘った。
ベトナム戦争のころと比較すると米兵向けのバーや飲食店は数を減らし、2000年代には日本人若者向けのアパレルショップ・美容院・アクセサリーショップなども栄え、横須賀ならではのスカジャン専門店やミリタリーショップなども観光客に人気がある。
アメリカと日本の文化が融合した独特の雰囲気を持つ商店街で、横須賀に縁がある有名人の手形が通りの路面に埋め込まれたり、週末にはフリーマーケットやストリートライブ、パフォーマンスが開催され、年4回開催される「どぶ板バザール」は多くの人で賑わうイベントとなる。

## ギャラリー

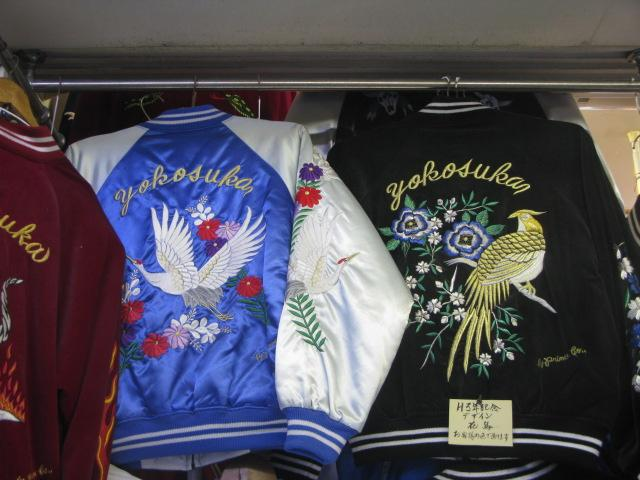
スカジャン
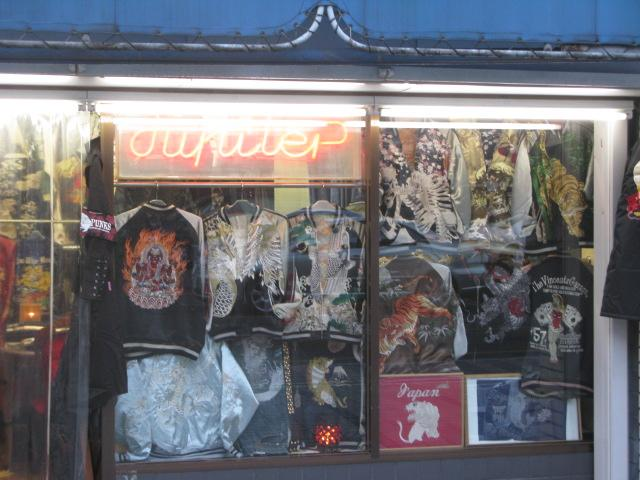
スカジャン
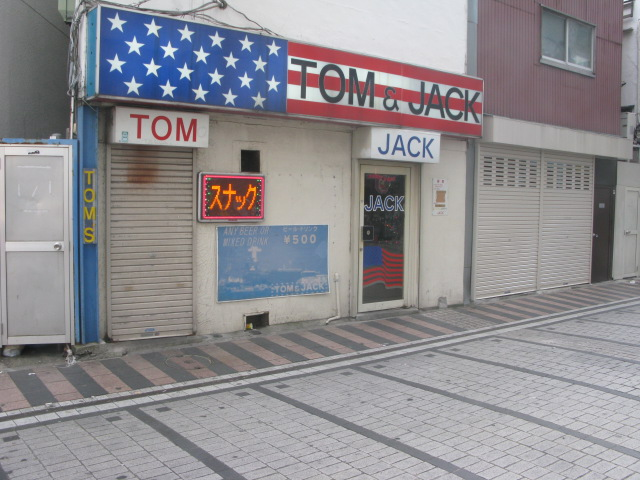
かつての趣きを残しているスナック。
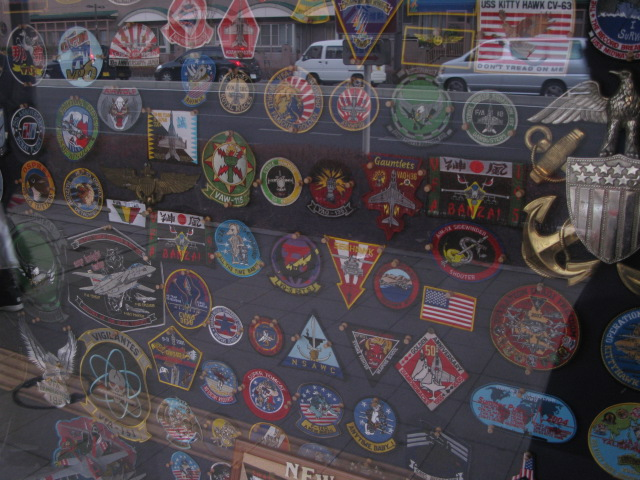
ワッペンショップ
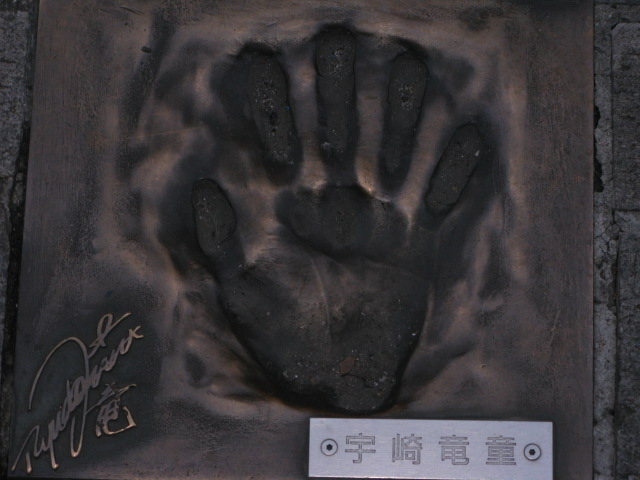
宇崎竜童の手形。他にも雪村いづみや前田武彦、山下洋輔やMALTAの手形がある

## アクセス

### 鉄道
- 京急本線汐入駅から徒歩3分、横須賀中央駅から三笠ビル商店街を経由して徒歩10分。
- JR横須賀線横須賀駅からヴェルニー公園を経由して徒歩10分。

### 道路
- 横浜横須賀道路・横須賀ICを降り、神奈川県道28号本町山中線を経由し、出口すぐそば。

## どぶ板通りが登場する作品
テレビドラマ
- キイハンター 第245話「エロチカ! 口紅殺人事件」（1972年）
- ポニーテールはふり向かない（1985年10月 - 1986年3月） - 横須賀を舞台にした音楽ドラマで、ライブハウス「フロンティア」はどぶ板通りを舞台・ロケーション撮影地にしている。
- シェンムー - 横須賀をモデルとしたゲームソフトで、どぶ板通りが登場する。
- つよきす - ゲーム中ではどぶ坂通りとして登場する。
- たまゆら〜hitotose〜（2011年のアニメ）

映画
- 夏の秘密（1982年）